# Амулет божевільного бога
«Амулет божевільного бога» (англ. The Mad God's Amulet) — роман фентезі британського письменника Майкла Джона Муркока, який вперше був опублікований в 1968 році як Амулет чаклуна. Роман є другим в чотирикнижжі Хроніки Хокмуна.
Події в романі відбуваються відразу ж після подій попередньої книги Коштовність у черепі.

## Сюжет

### Перша книга
Під час повернення назад на Захід до Камарга та Ізольди, Хокмун і Оладан виявляються в покинутому місті Соріандум. Оладан зникає, пішовши на полювання і Хокмун в пошуках друга натрапляє на орнітоптера Темної Імперії Ґранбретані.
Оладан захоплений силами Темної Імперії, на чолі з ренегатом французом Гьюламом д'Аверком, але з незрозумілих причин виживає, після фатального падіння, коли він тікає, кинувшись з вершини вежі. Хокмун і Оладан прийняли бій з воїнами Темної Імперії, але в кінцевому рахунку не змогли подолати чисельну перевагу ворогів.
Хокмун і Оладан знаходяться в ув'язненні в очікуванні орнітоптера для транспортування їх до Сицилії. Оладан виявляє, що він був врятований від смертельного падіння примарами, і ці привиди знову з'являються і обох звільняють. Примари це мешканці Соріандума, трансформовані своєю власною наукою, так що вони існують в іншому вимірі. Д'Аверк планує зруйнувати вщент Соріандум, що знищить привидів, тому вони закликають Хокмуна допомогти їм повернути пару старих машин Соріандума. Коли примари подолали цей вимір, вони приховали машини під охороною механічного звіра, якого Хокмуну доведеться перемогти.
Хокмун і Оладан знайшли склад машин і перемогли механічного звіра засліпивши його. Вони відвоювали дві машини, але механічна тварина послідувала за ними.
Хокмун і Оладан повертають машини примарам, які використовують одну для переміщення цілого міста Соріандума в інший вимір, віддавши іншу машину Хокмуну для його власного використання. У той же час, на сили Темної Імперії напав механічний звір і Хокмун та Оладан втікають. Вдвох вони продовжують свою подорож, пізніше зупинившись в місті Бірачек.
Потім Хокмун і Оладан безпечно пройшли з капітаном Моусо на судно Усміхнена Дівчина, що прямувало до Криму. Під час подорожі вони підбирають після корабельної аварії д'Аверка і Хокмун намірився зберегти його як заручника. Усміхнена Дівчина потім потрапляє під атаку піратського корабля московіан, що сповідують Культ Божевільного Бога.
Під час нападу Хокмуну, Оладану і д'Аверку вдалося захопити судно, що належить до культу Божевільного Бога. Серед награбованих скарбів в трюмі Хокмун знаходить обручку, яку він дав Ізольді і відчув побоювання за її безпеку. Тріо вдалося взяти одного з сектантів в неволю, і дізнатися, що ті є безневинними моряками, яких накачують наркотиками для вчинення актів насильницького піратства.
Хокмун, Оладан і д'Аверк вирішили підстерігти і захопити людину цього культу Капітана Шагарова, і він повідомляє їм, що будь-які захоплені жінки переправлялися до самого Божевільного Бога. Шагаров був убитий і піратське судно підпалене, в той час як тріо на човнику втекли і попрямували до Укранії і Божевільного Бога.

### Друга книга
Хокмун, Оладан і д'Аверк дісталися до берега і знайшли Воїна в Чорному і Золотому, який на них чекав. Ще раз воїн повідомляє Хокмуну, що він є служителем Рунного Ціпка, і що так само, як й врятувати викрадену Ізольду він повинен також відвоювати Червоний Амулет - артефакт, пов'язаний з Рунним Ціпком, який дарує владу своїм служителям, але божевіллям іншим.
Хокмун, Оладан, д'Аверк, і воїн в Чорному і Золотому направились вглиб Укранії, на шляху перетнувши таємничий пульсуючий міст і зустрівши ознаки сил Темної Імперії. Вони досягають Замку Божевільного Бога і перемагають групу воїнів-жінок, але в іншому місці замок вже заповнений трупами.
Хокмун входить в замок і протистоїть Божевільному Богу, Стальнікову, який настановив загіпнотизовану Ізольду напасти на нього. З моменту понівечення Стальнікова від його впливу звільняється Ізольда, але Хокмун все одно вбиває його.
Ізольда повідомляє Хокмуну, що фон Віллах був убитий темними силами імперії і граф Брас тяжко хворий. Тоді замок Божевільного Бога штурмували Ґранбретанські війська і коли вони таврували д'Аверка зрадником, той вирішує об'єднати свої сили з Хокмуном. Воїн в Чорному і Золотому переконує Хокмуна вдягнути Червоний Амулет, пояснивши, що це його єдиний шанс вирватися із замку.
З допомогою сили Червоного Амулета Хокмун пробиває собі вихід із залу Божевільного Бога. У дворі замку група піддається нападу більшої кількості воїнів Темної Імперії, але Хокмун використовує Червоний Амулет, щоб скомандувати Божевільного Бога останнім воїнам-жінкам напасти на них.
Хокмун використовує міць Червоного Амулета, щоб командувати Божевільного Бога мутантними войовничими ягуарами і тікає з замку разом із Ізольдою, Оладаном і д'Аверком. По дорозі, проте вони відокремилися від Воїна в Чорному і Золотому, який намагається відбити механічний пристрій, який Хокмуну було дано привидами з Соріандума.
Група подорожує по горах Карпаття, де вони піддаються нападу сил Темної Імперії і змушені полишити на волі свої військові-ягуари під час бою. Прибувши в місто Зорванемі вони йдуть під прикриттям як святі отці, але після вбивства ряду військових Темної Імперії в бійці в таверні, вони вирішують надіти свої обладунки і маски, як воїни Ґранбретані під керівництвом д'Аверка.
Група їде далі в Шекію, і приєднується до табору масованих сил Темної Імперії за межами міста Брадічла. Д'Аверк залишає групу і зраджує їх, що веде до їх захоплення.
Хокмун, Ізольда і Оладан постають перед бароном Меліадусом, який пережив битву в Гамадані. Він наказує закувати тріо в ланцюги і клянеться вислати їх назад в Ґранбретань, спочатку зробивши на цьому шляху їх свідками падіння Камарга.
Прибувши в Камарг барон Меліадус віддає наказ своїм військам почати фінальний штурм. Вночі д'Аверк розкриває свої справжні переконання, накачавши наркотиками охоронців і випустивши Хокмуна, Ізольду і Оладана. Група проїжджає через сили Темної Імперії до Камарга хоча д'Аверк під час цього був поранений. Прибувши в замок Брас Ізольда і Хокмун вилікували лише своїм виглядом повернення графа Браса від хвороби духу, яка переслідувала його, і разом з Хокмуном він мчить, щоб привести свої сили в оборону Камарга. На виході з замку Брас проте вони стають свідками руйнування останньої зі своїх військових веж Камарга, здавалося б, ось-ось і він впаде.
З допомогою сили Червоного Амулета Хокмун допомагає вигнати сили Темної Імперії і повернутися до кордонів Камарга. Сили Камарга перегрупувалися в замку Брас і сили Темної Імперії починають облогу. Воїн в Чорному і Золотому знову з'являється в замку Брас і доставляє Хокмуну вимірного викривлення пристрій народу Соріадум.
Сили Темної Імперії розпочинають свій остаточний штурм на замку Брас, але Воїн в Чорному і Золотому активізує машину Соріандум і переміщує замок в інший вимір. Народ Камарг тепер в безпеці, але барон Меліадус дає обітницю, що дізнається про шляхи слідування за ними, і Хокмун знає, що він повинен повернутися в бій знову.